# Tazio
Tazio  è un nome proprio di persona italiano maschile.

## Varianti
- Femminili: Tazia

## Origine e diffusione
Deriva dal nome latino Tatius, forse di origine sabina, dal significato ignoto. I nomi Taziano e Tatiana sono patronimici derivati da Tazio.
Non è da confondere con il nome Tadzio (portato dal protagonista del romanzo di Thomas Mann La morte a Venezia), che è invece un diminutivo di Tadeusz.
È diffuso particolarmente in Lombardia, Emilia e Romagna, soprattutto grazie alla fama del campione automobilistico Tazio Nuvolari.

## Onomastico
L'onomastico si può festeggiare il 6 gennaio in memoria di santa Tazia, martire a Sirmio.

## Persone

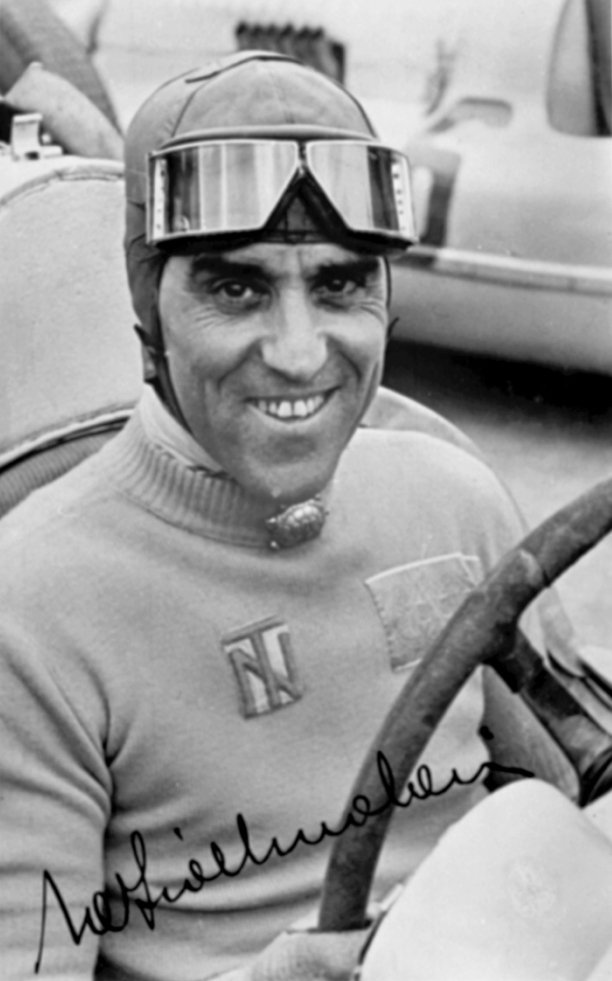
Tazio Nuvolari

- Achille Tazio, retore e romanziere alessandrino
- Achille Tazio, astronomo e matematico greco antico
- Tito Tazio, re dei Sabini
- Tazio Andronico, console e prefetto romano
- Tazio Nuvolari, pilota motociclistico e pilota automobilistico italiano
- Tazio Roversi, calciatore italiano
- Tazio Secchiaroli, fotografo italiano